# دوشیزگان ویکرز
دوشیزگان ویکرز (انگلیسی: The Misses Vickers) یک نقاشی رنگ روغن بر روی بوم، از نقاش هنرمند آمریکایی جان سینگر سارجنت است که نشانگر سه خانم جوان از خانوادهٔ ویکرز می‌باشد که در املاک خودشان در بولسوور هیل، شفیلد قرار دارند.
در ۲۲ می ۱۸۸۶ انتقادات چندی به این نقاشی وارد بود از جمله این انتقاد که عنوان می‌کرد؛ سه خانم جوان، نقاشی شده در ظرافت و شبح گونه، خیره سرانه به شما می‌نگرند به گونه‌ای که انگار از جهان دیگری هستند، این چهره‌ها دیگر برای به ترسیم کشیده شدن اشباع شده‌اند، این لباس‌های ابری، صندلی‌های بدون تقارن ..